# Sèrra dera Mòrto
La Sèrra dera Mòrto és una serra situada al municipi de Naut Aran a la comarca de la Vall d'Aran, amb una elevació màxima de 2.706 metres.